# 브래드 할리데이
브래들리 할리데이(영어: Bradley Halliday, 1995년 7월 10일 ~ )는 브래드 할리데이(영어: Brad Halliday)라는 이름으로 알려져 있는 잉글랜드의 축구 선수이다. 포지션은 수비수, 미드필더이며 현재는 잉글랜드 EFL 리그 원의 동커스터 로버스에서 활동하고 있다.

## 생애
2000년부터 레드카 타운 유스 팀에서 활동했으며 2010년에 미들즈브러의 유스 팀인 미들즈브러 아카데미에 입단했다. 2013년 초반에는 뉴캐슬 유나이티드 유스 팀에 입단했지만 2013년 8월에 미들즈브러 아카데미로 복귀했다.
2014-15 시즌부터 미들즈브러 U-21 팀에서 주전 선수로 활동했지만 2014년 11월부터 2015년 5월까지 요크 시티로 임대되었다. 2015년 9월에는 하틀풀 유나이티드로 임대되었고 2015년 10월부터 2016년 5월까지는 애크링턴 스탠리로 임대되었다.
2016년 8월에는 케임브리지 유나이티드로 이적했고 2019년 5월에는 동커스터 로버스와 2년 계약을 체결하고 이적했다.